# 豊天商店
豊天商店（ぶーでんしょうてん）とはクルーズカンパニーのファッションブランド。文字を中心とした和柄で独特の世界観を築き上げている。商品はTシャツなどといった衣類が中心。阪神タイガースやAKB48などとコラボしたグッズも発売されている。関東、関西を中心として豊天商店専門の店舗を構えている。